# Maria Königin der Engel (Muggensturm)

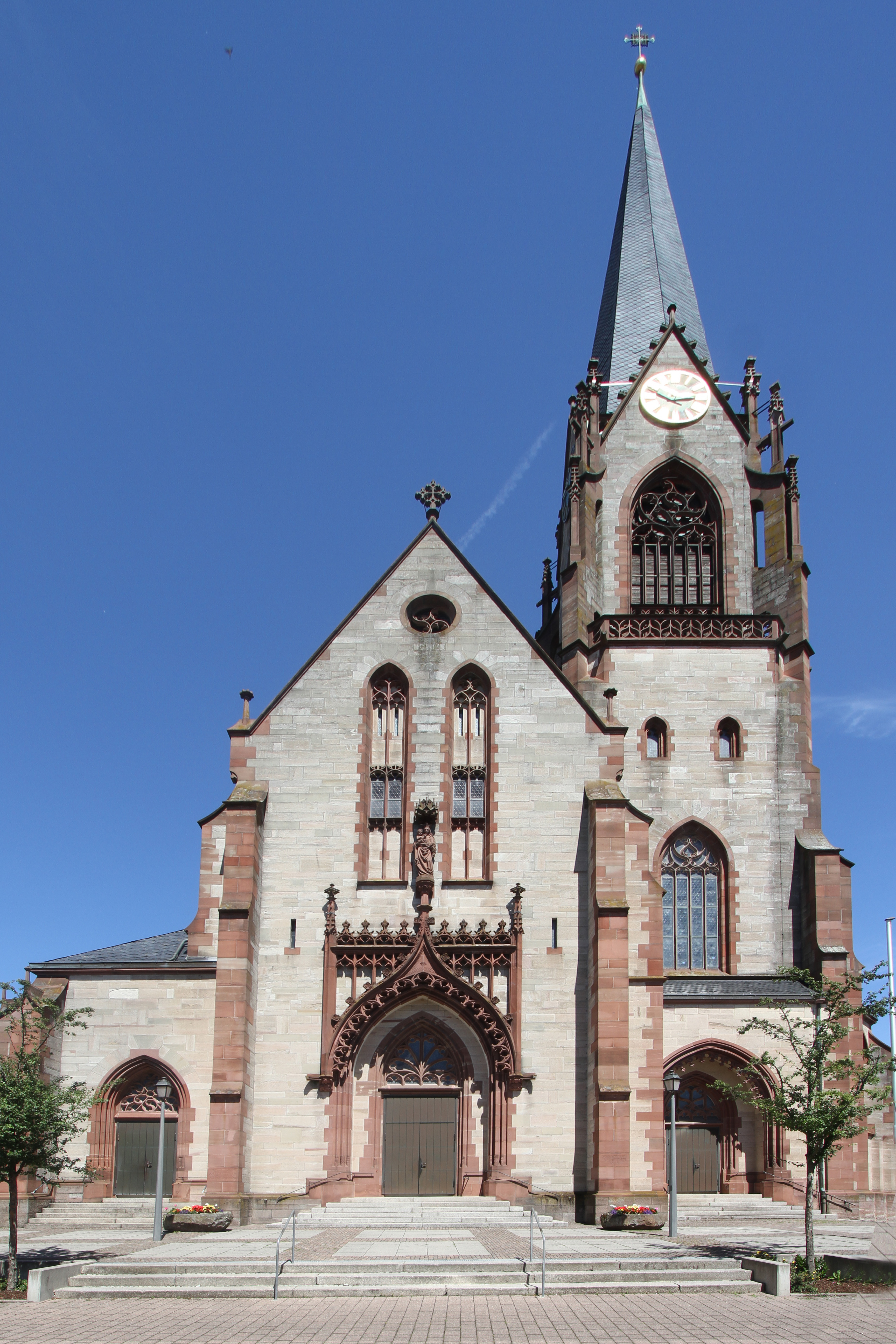
Katholische Pfarrkirche Maria Königin der Engel von Südwesten

Die römisch-katholische Pfarrkirche Maria Königin der Engel ist ein denkmalgeschütztes Kirchengebäude in Muggensturm, einer Gemeinde im Landkreis Rastatt in Baden-Württemberg. Die Kirche wurde nach Plänen des Karlsruher Architekten Johannes Schroth im Stil der Neugotik errichtet und gilt dank ihres weithin sichtbaren Turmes von 63,5 Metern Höhe als Wahrzeichen Muggensturms, dessen Ortsbild sie prägt. Die Kirchengemeinde gehört zur Seelsorgeeinheit Vorderes Murgtal im Dekanat Rastatt im Erzbistum Freiburg.

## Geschichte

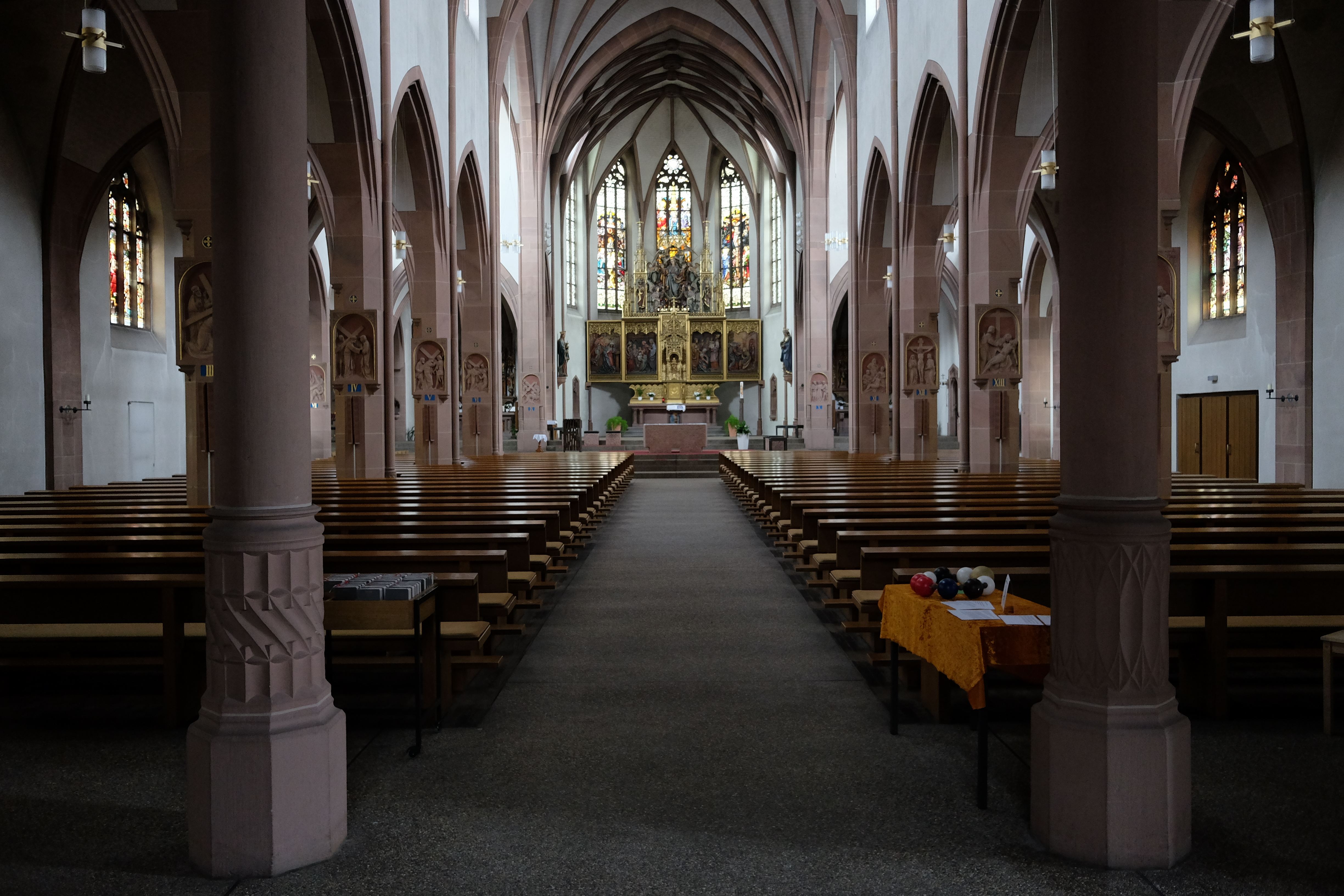
Blick zum Altarraum

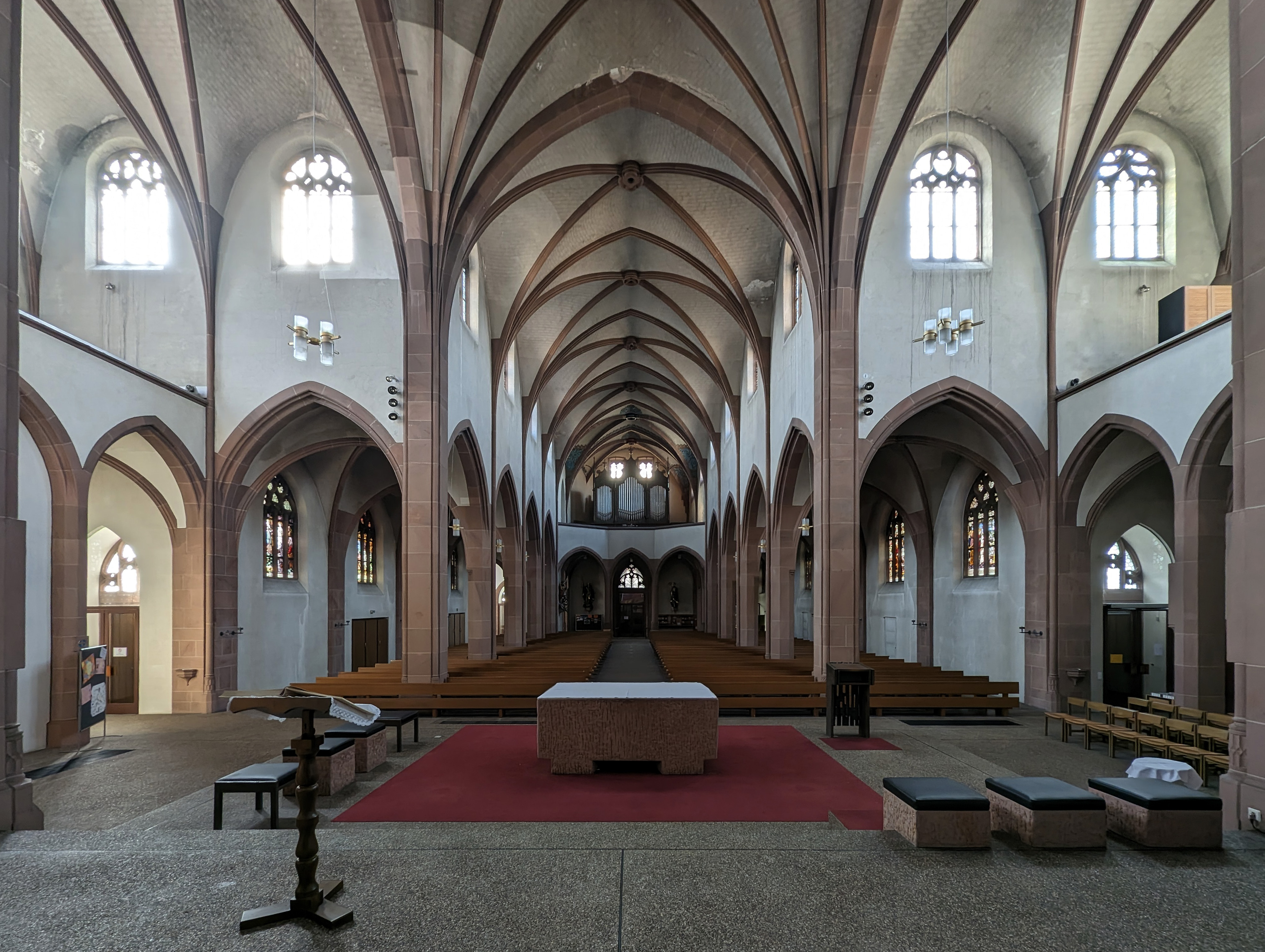
Blick zur Orgelempore

Die heutige Kirche im neugotischen Stil wurde von 1904 bis 1906 nach Plänen von Johannes Schroth anstelle eines Vorgängerbaus errichtet, der ebenfalls das Patrozinium „Maria Königin der Engel“ trug und 1722/23 von Johann Michael Ludwig Rohrer erbaut worden war. Die Kirchweihe fand am 27. Oktober 1907 statt und wurde durch den Freiburger Erzbischof Thomas Nörber vorgenommen.
Im Laufe der Jahre wurde das Gotteshaus mehrfach renoviert und dabei teilweise in seinem neugotischen Erscheinungsbild verändert. Von 1966 bis 1969 wurde die Außenfassade der Kirche erstmals erneuert. 1971/72 folgte eine umfangreiche Umgestaltung des Innenraums, die der Liturgiereform des Zweiten Vatikanischen Konzils Rechnung trug und mit einem Ausbau der Krypta einherging. 1986 wurden Renovierungsarbeiten am Kirchturm durchgeführt, wobei dessen Dach mit Schiefer neu eingedeckt wurde, die Turmuhr generalüberholt wurde und die witterungsgeschädigten Fialen durch originalgetreue Nachbildungen ausgetauscht wurden. Aufgrund starker Beschädigung des Turms durch einen Sturm im Jahr 2021 erfolgte bis 2024 dessen umfangreiche Restaurierung.

## Baubeschreibung
Die Kirche Maria Königin der Engel wurde als dreischiffige Basilika mit Querhaus und 7/16-Chor im Stil der Neugotik errichtet. Ihre Gesamtlänge beträgt etwa 58 m. Das Langhaus ist 24 m und das Querhaus 32 m breit. Die Eingangsfassade wird flankiert von dem 63,5 Meter hohen Kirchturm mit Spitzhelm, der seitlich an das Langhaus angestellt ist. Mauerwerk und Zierelemente des Kirchenbaus wurden aus rotem und weißem Sandstein gefertigt, der in Steinbrüchen des umliegenden Murgtals abgebaut wurde und für den Bau der Kirche nach Muggensturm transportiert wurde.

## Glocken
Frühere Glocken der Kirche wurden während des Ersten und Zweiten Weltkriegs für die Metallgewinnung zur Waffenproduktion konfisziert. Das heutige Geläut besteht aus fünf Glocken, die 1950 von der Glockengießerei Albert Junker im sauerländischen Brilon aus Sonderbronze gegossen wurden. Es ist an einem Stahlglockenstuhl im Kirchturm aufgehängt und setzt sich aus folgenden Glocken zusammen:
| Nr. | Gewicht | Durchmesser | Schlagton |
| --- | ------- | ----------- | --------- |
| 1   | 1520 kg | 1400 mm     | d1 −6     |
| 2   | 1110 kg | 1250 mm     | e1 −4     |
| 3   | 0650 kg | 1050 mm     | g1 −3     |
| 4   | 0460 kg | 0940 mm     | a1 +1     |
| 5   | 0320 kg | 0830 mm     | h1 −2     |

Die Glocken sind Josef von Nazaret, der Gottesmutter Maria, den Schutzengeln, Margareta von Antiochia und dem Drachentöter Georg gewidmet.

## Orgel

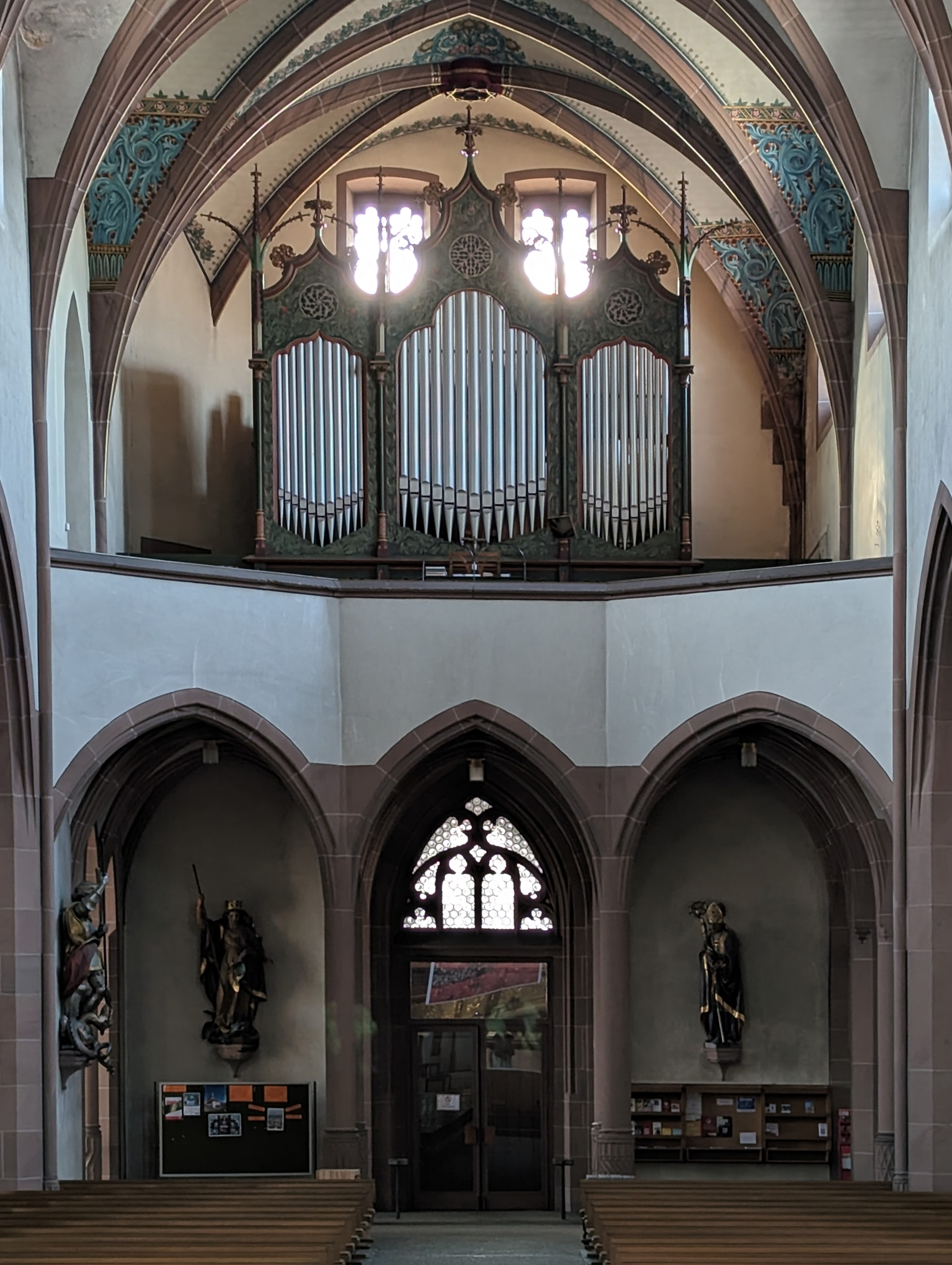
Schwarz-Orgel von 1907

Die Orgel von Maria Königin der Engel stammt aus der Erbauungszeit der Kirche und wurde 1907 von Wilhelm Schwarz & Sohn in Überlingen am Bodensee gebaut. Im Zuge einer Restaurierung im Jahr 1988 wurde das Instrument durch die Orgelbaufirma Winterhalter um drei Register erweitert, sodass die Orgel heute 26 Register aufweist, die auf zwei Manuale und Pedal verteilt sind. Die Disposition lautet:
| I Hauptwerk C–f3 |               |       |
| 1.               | Bourdon       | 16′   |
| 2.               | Principal     | 08′   |
| 3.               | Gemshorn      | 08′   |
| 4.               | Gamba         | 08′   |
| 5.               | Doppelgedackt | 08′   |
| 6.               | Octave        | 04′   |
| 7.               | Rohrflöte     | 04′   |
| 8.               | Fugara        | 04′   |
| 9.               | Quintflöte    | 2 ⁄3′ |
| 10.              | Octave        | 02′   |
| 11.              | Mixtur IV     | 2 ⁄3′ |
| 12.              | Trompete      | 08′   |

| II Schwellwerk C–f3 |                 |     |
| 13.                 | Geigenprincipal | 08′ |
| 14.                 | Doppelflöte     | 08′ |
| 15.                 | Gedackt         | 08′ |
| 16.                 | Salicional      | 08′ |
| 17.                 | Vox coelestis   | 08′ |
| 18.                 | Traversflöte    | 04′ |
| 19.                 | Flautino        | 02′ |
| 20.                 | Oboe            | 08′ |

| Pedal C–d1 |             |     |
| 21.        | Violonbass  | 16′ |
| 22.        | Subbass     | 16′ |
| 23.        | Echobass    | 16′ |
| 24.        | Octavbass   | 08′ |
| 25.        | Violoncello | 08′ |
| 26.        | Posaune     | 16′ |

- Koppeln
  - Normalkoppeln: II/I, I/P, II/P
  - Suboktavkoppel: II/I
  - Superoktavkoppeln: I/I, II/I, II/P
- Spielhilfen: 1 freie Kombination, Piano, Mezzoforte, Forte, Tutti, Crescendowalze, Tremulant